# Exsertotheca baetica
Exsertotheca baetica là một loài rêu trong họ Neckeraceae. Loài này được (J. Guerra, J. F. Jiménez & J. A. Jiménez) Draper, González-Mancebo, O. Werner, J. Patiño & Ros mô tả khoa học đầu tiên năm 2011.